# Aviosuperficie di Castiadas
L'aviosuperficie di Castiadas è un'aviosuperficie italiana ad uso turistico e sportivo situato nel comune di Castiadas in località Maloccu, in provincia di Cagliari, nel quale è ospitata anche una scuola di paracadutismo.

## Strutture e dati tecnici
La pista di atterraggio è in erba.

## Incidenti

### Incidente aereo
- 30 agosto 2007 - Un aereo da turismo (un Rockwell Commander AC 11) partito dall'aeroporto di Foligno, marche D-ESHB, di immatricolazione tedesca, si incendia in fase di atterraggio e finisce in un canale di scolo a margine dalla pista d'atterraggio dell'aviosuperficie. Morti i tre occupanti del velivolo.[1] L'inchiesta seguente aperta nel 2011 dalla procura ipotizzò che si fosse trattato di omicidio colposo per l'assenza dei minimi requisiti di sicurezza in pista.[2][3] In relazione al suddetto incidente aereo, il 25 maggio 2023 la Corte d'Appello di Cagliari, in totale riforma della sentenza di primo grado, ha assolto con formula piena tutti gli imputati dai reati loro ascritti.[4]

### Incidenti col paracadute
- 14 agosto 2010: per la mancata apertura del paracadute un caporal maggiore dell'Esercito in forza al 66º Reggimento Fanteria Aeromobile "Trieste" di Forlì muore schiantandosi al suolo nei pressi della località Piscina Rei.[5]
- 16 agosto 2010: a due giorni di distanza dal primo incidente, due paracadutisti si scontrano in volo e, nelle fasi successive, i due paracadute di emergenza si impigliano fra di loro determinando la caduta dei due uomini e la morte di uno.[6]